# Testament-tagok listája
A Testament nevű amerikai thrash metal együttes 1983-ban alakult Legacy néven, majd első albumuk felvételekor (1986-ban) névváltoztatásra kényszerültek. Chuck Billy énekes 1986-os csatlakozásával jött létre az a stabil felállás, amely 5 stúdióalbumon át, egészen 1993-ig dolgozott együtt, és ma már a zenekar klasszikus felállásának számít.
1993 óta folyamatos tagcserék jellemzik az együttes működését. A Bay Area-i thrash metal színtér színe-java megfordult a Testamentben az évek során. A Legacy-t alapító tagok közül egyedül Eric Peterson gitáros/dalszerző tagja mai napig is a zenekarnak, Testamentként pedig Chuck Billy az együttes állandó frontembere.

## Felállások

### Legacy
| Időszak   | Felállás | Kiadványok  |
| --------- | --- | ----------- |
| 1983      | - Derrick Ramirez – ének, gitár - Eric Peterson – gitár - Greg Christian – basszusgitár - Mike Ronchette – dobok                           |             |
| 1983–1984 | - Derrick Ramirez – ének, gitár - Eric Peterson – gitár - Greg Christian – basszusgitár - Louie Clemente – dobok                           | Demo (1984) |
| 1984–1986 | - Steve "Zetro" Souza – ének - Eric Peterson – gitár - Alex Skolnick – szólógitár - Greg Christian – basszusgitár - Louie Clemente – dobok | Demo (1985) |

### Testament
| Időszak         | Felállás | Kiadványok |
| --------------- | --- | --- |
| 1986–1993       | - Chuck Billy – ének - Eric Peterson – gitár - Alex Skolnick – szólógitár - Greg Christian – basszusgitár - Louie Clemente – dobok                                 | - The Legacy (1987) - Live at Eindhoven (Live EP, 1987) - The New Order (1988) - Practice What You Preach (1989) - Souls of Black (1990) - Seen Between the Lines (VHS, 1991) - The Ritual (1992) |
| 1993            | - Chuck Billy – ének - Eric Peterson – gitár - Greg Christian – basszusgitár - Glen Alvelais – szólógitár - Paul Bostaph – dobok                                   | - Return to the Apocalyptic City (Live EP, 1993) |
| 1994            | - Chuck Billy – ének - Eric Peterson – gitár - Greg Christian – basszusgitár - James Murphy – szólógitár - John Tempesta – dobok                                   | - Low (1994) |
| 1994–1996       | - Chuck Billy – ének - Eric Peterson – gitár - Greg Christian – basszusgitár - James Murphy – szólógitár - Jon Dette – dobok                                       | - Live at the Fillmore (1995) |
| 1996            | - Chuck Billy – ének - Eric Peterson – gitár - Greg Christian – basszusgitár - James Murphy – szólógitár - Chris Kontos – dobok                                    | |
| 1997            | - Chuck Billy – ének - Eric Peterson – gitár, szólógitár - Derrick Ramirez – basszusgitár - Gene Hoglan – dobok                                                    | - Demonic (1997) |
| 1998            | - Chuck Billy – ének - Eric Peterson – gitár, szólógitár - Derrick Ramirez – basszusgitár - Glen Alvelais – gitár, szólógitár - Jon Dette – dobok                  | |
| 1999            | - Chuck Billy – ének - Eric Peterson – gitár, szólógitár - James Murphy – szólógitár - Steve DiGiorgio – basszusgitár - Dave Lombardo – dobok                      | - The Gathering (1999) |
| 1999            | - Chuck Billy – ének - Eric Peterson – gitár, szólógitár - James Murphy – szólógitár - Steve DiGiorgio – basszusgitár - Jon Dette – dobok                          | |
| 2000            | - Chuck Billy – ének - Eric Peterson – gitár, szólógitár - Steve DiGiorgio – basszusgitár - Steve Smyth – szólógitár - Steve Jacobs – dobok                        | |
| 2001            | - Chuck Billy – ének - Eric Peterson – gitár, szólógitár - Alex Skolnick – szólógitár - Steve DiGiorgio – basszusgitár - John Tempesta – dobok                     | - First Strike Still Deadly (2001) |
| 2002–2003       | - Chuck Billy – ének - Eric Peterson – gitár, szólógitár - Steve DiGiorgio – basszusgitár - Steve Smyth – szólógitár - Jon Allen – dobok                           | |
| 2004            | - Chuck Billy – ének - Eric Peterson/Steve Smyth – gitár, szólógitár - Steve DiGiorgio – basszusgitár - "Metal" Mike Chlasciak – szólógitár - Paul Bostaph – dobok | |
| 2005 Reunion    | - Chuck Billy – ének - Eric Peterson – gitár, szólógitár - Alex Skolnick – szólógitár - Greg Christian – basszusgitár - Louie Clemente/John Tempesta – dobok       | - Live in London (2005) |
| 2006            | - Chuck Billy – ének - Eric Peterson – gitár, szólógitár - Alex Skolnick – szólógitár - Greg Christian – basszusgitár - Jon Allen – dobok                          | |
| 2007            | - Chuck Billy – ének - Eric Peterson – gitár, szólógitár - Alex Skolnick – szólógitár - Greg Christian – basszusgitár - Nick Barker – dobok                        | |
| 2007–2011       | - Chuck Billy – ének - Eric Peterson – gitár, szólógitár - Alex Skolnick – szólógitár - Greg Christian – basszusgitár - Paul Bostaph – dobok                       | - The Formation of Damnation (2008) |
| 2011–2014       | - Chuck Billy – ének - Eric Peterson – gitár, szólógitár - Alex Skolnick – szólógitár - Greg Christian – basszusgitár - Gene Hoglan – dobok                        | - Dark Roots of Earth (2012) - Dark Roots of Thrash (Live, 2013) |
| 2014–napjainkig | - Chuck Billy – ének - Eric Peterson – gitár, szólógitár - Alex Skolnick – szólógitár - Steve DiGiorgio – basszusgitár - Gene Hoglan – dobok                       | - Brotherhood of the Snake (2016) |

## Egyes tagok

### Ének
- Derrick Ramirez (Legacy, 1983–1984)
- Steve "Zetro" Souza (Legacy, 1984–1986)
- Chuck Billy (1986–napjainkig)

### Gitár
- Derrick Ramirez (Legacy, 1983–1984)
- Eric Peterson (1983–napjainkig)
- Alex Skolnick (1984–1993, 2001, 2005–napjainkig)
- Glen Alvelais (1993,1997–1998)
- James Murphy (1994–1996, 1999)
- Steve Smyth (2000, 2003–2004)
- "Metal" Mike Chlasciak (2004)

### Basszusgitár
- Greg Christian (1983–1996, 2005–2014)
- Derrick Ramirez (1997–1998)
- Steve DiGiorgio (1999–2004, 2014–napjainkig)

### Dobok
- Mike Ronchette (Legacy, 1983)
- Louie Clemente (1983–1993, 2005)
- Paul Bostaph (1993, 2004, 2007–2011)
- John Tempesta (1994, 2001, 2005)
- Jon Dette (1994–1996, 1998, 1999)
- Chris Kontos (1996)
- Gene Hoglan (1996–1997, 2011–2022)
- Dave Lombardo (1999, 2022–napjainkig)
- Steve Jacobs (2000)
- Jon Allen (2003, 2006)
- Nick Barker (2007)

## Külső hivatkozások
- Testament hivatalos honlap
- Testament myspace oldal